# Heniocha dyops

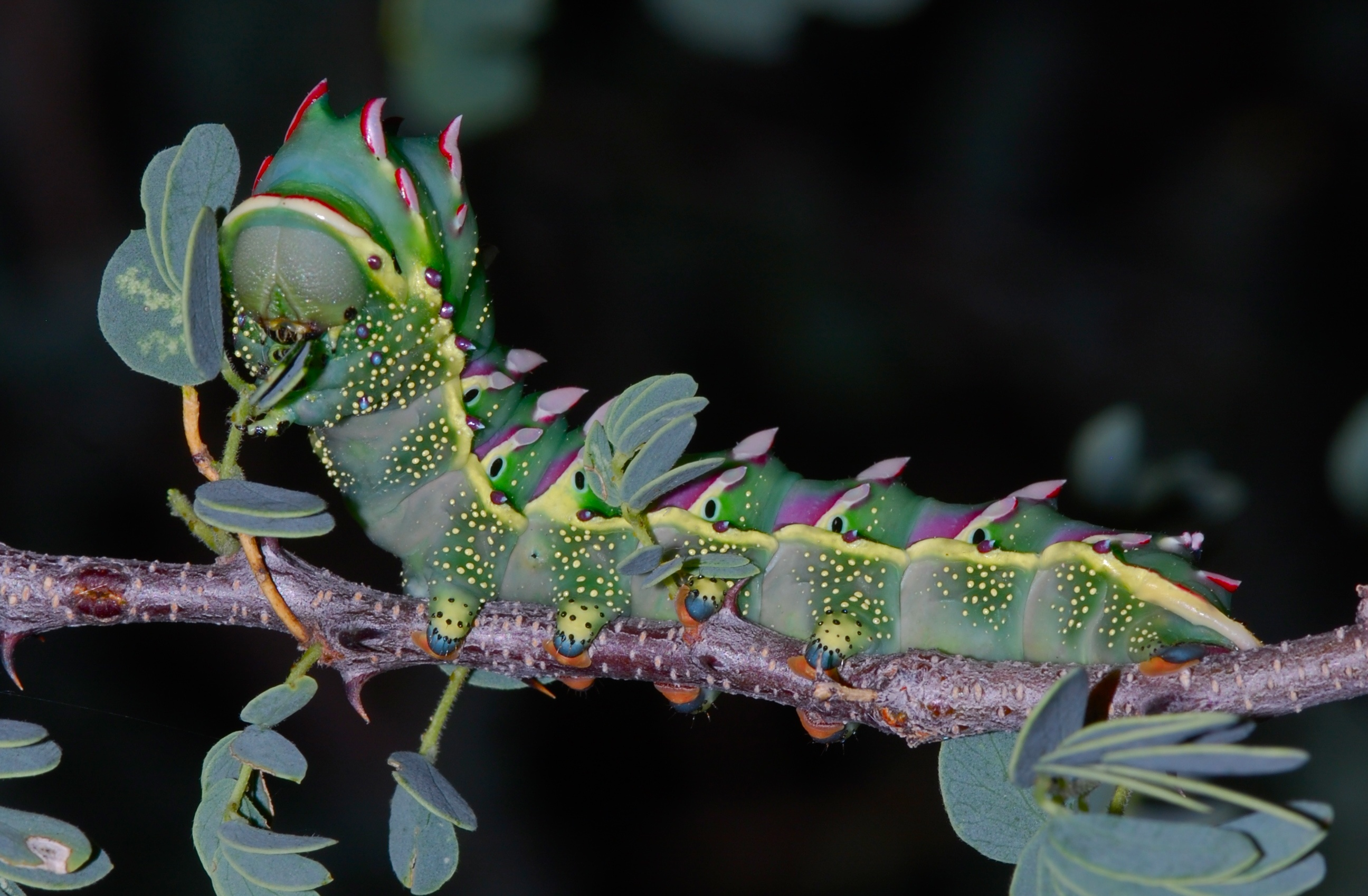
Ausgewachsene Raupe

Heniocha dyops ist ein in Afrika vorkommender Schmetterling (Nachtfalter) aus der Familie der Pfauenspinner (Saturniidae). 

## Beschreibung

### Falter
Die Falter erreichen eine Flügelspannweite von 50 bis 70 Millimetern. Beide Geschlechter ähneln sich bezüglich der Färbung, die Weibchen sind jedoch größer als die Männchen. Die Grundfarbe der Oberseiten ist cremig weiß. Zwei breite braune Querlinien und eine gelbliche Wellenlinie heben sich auf der Vorderflügeloberseite deutlich hervor. Diese Linien setzen sich auf der Hinterflügeloberseite fort. Der Vorderrand der Vorderflügel ist grau, der Apex rosa und dunkelbraun gekernt. Im Zentrum der Vorderflügel befindet sich ein großer dunkler Augenfleck, der mit einem schmalen weißen und einem etwas breiterem braunen Ring umschlossen ist. Die Unterseiten sämtlicher Flügel zeigen eine gegenüber den Oberseiten leicht reduzierte Musterung und sind auch blasser gefärbt. Die Männchen haben große, stark gekämmte Fühler.

### Raupe
Ausgewachsene Raupen haben eine grasgrüne Grundfarbe und sind auf jedem Körpersegment mit rötlichen Tuberkeln versehen. Deutlich heben sich ein gelber Seitenstreifen sowie hellviolette Schrägstriche ab. Über den Bauchbeinen befinden sich viele kleine gelbe Punkte.
In Simbabwe und Namibia werden die sehr proteinhaltigen Raupen von den einheimischen Ethnien zuweilen als Nahrungsmittel verwendet.

## Verbreitung und Vorkommen
Heniocha dyops kommt im Osten und Süden des afrikanischen Kontinents vor. Die Art besiedelt bevorzugt Savannen und Buschland.

## Lebensweise
Die Falter fliegen in einer Generation, regional unterschiedlich zwischen November und März. In der Nacht besuchen sie künstliche Lichtquellen. Die Raupen ernähren sich von den Blättern verschiedener Acacia-Arten. Weitere Details zur Lebensweise der Art müssen noch erforscht werden.

## Gefährdung
Heniocha dyops gilt in ihren Vorkommensgebieten als nicht gefährdet, wird jedoch von der Weltnaturschutzorganisation IUCN noch nicht offiziell klassifiziert.